# Tåsjö

Gemeindewappen

Tåsjö ist eine ehemalige Gemeinde in Jämtlands län in Schweden. 
Die 1874 gegründete Gemeinde bestand bis Ende des Jahres 1966. Die Gemeinde ist heute Bestandteil der Gemeinde Strömsund. Der Hauptort der Gemeinde war Hoting. Das Kirchspiel, die tåsjö socken, hat ihren Sitz in der Kirche am See Tåsjön.